# Avricourt (Mozela)

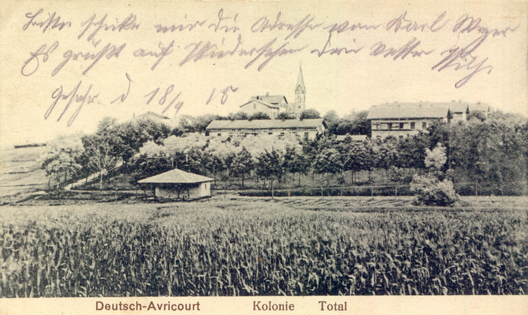
Deutsch-Avricourt 1915

Avricourt – miejscowość i gmina we Francji, w regionie Grand Est, w departamencie Mozela.
Według danych na rok 1990 gminę zamieszkiwało 669 osób, a gęstość zaludnienia wynosiła 65 osób/km² (wśród 2335 gmin Lotaryngii Avricourt plasuje się na 500. miejscu pod względem liczby ludności, natomiast pod względem powierzchni na miejscu 585.).